# Amphoe Su-ngai Kolok
Amphoe Su-ngai Kolok (thailändisch อำเภอสุไหงโก-ลก) ist ein Landkreis (Amphoe – Verwaltungsdistrikt) im Osten der Provinz Narathiwat. Die Provinz Narathiwat liegt in der Südregion von Thailand.

## Geographie
Benachbarte Landkreise (von Südwesten im Uhrzeigersinn): Amphoe Waeng, Su-ngai Padi und Tak Bai der Provinz Narathiwat. Im Südosten liegt der Staat Kelantan von Malaysia. Der Golok-Fluss (thailändisch: Mae Nam Kolok), (malaiisch: Sungai Golok) trennt beide Staaten voneinander.

## Geschichte
Der Tambon Su-ngai Kolok wurde am 1. Juli 1948 von der Regierung zunächst als ein Unterbezirk (King Amphoe) eingerichtet, indem die Tambon Su-ngai Kolok, Puyo und Pasemat der Amphoe Su-ngai Padi und Tambon Muno der Amphoe Tak Bai abgetrennt wurden.
Im Jahr 1953 erhielt sie den vollen Amphoe-Status.

## Verkehr

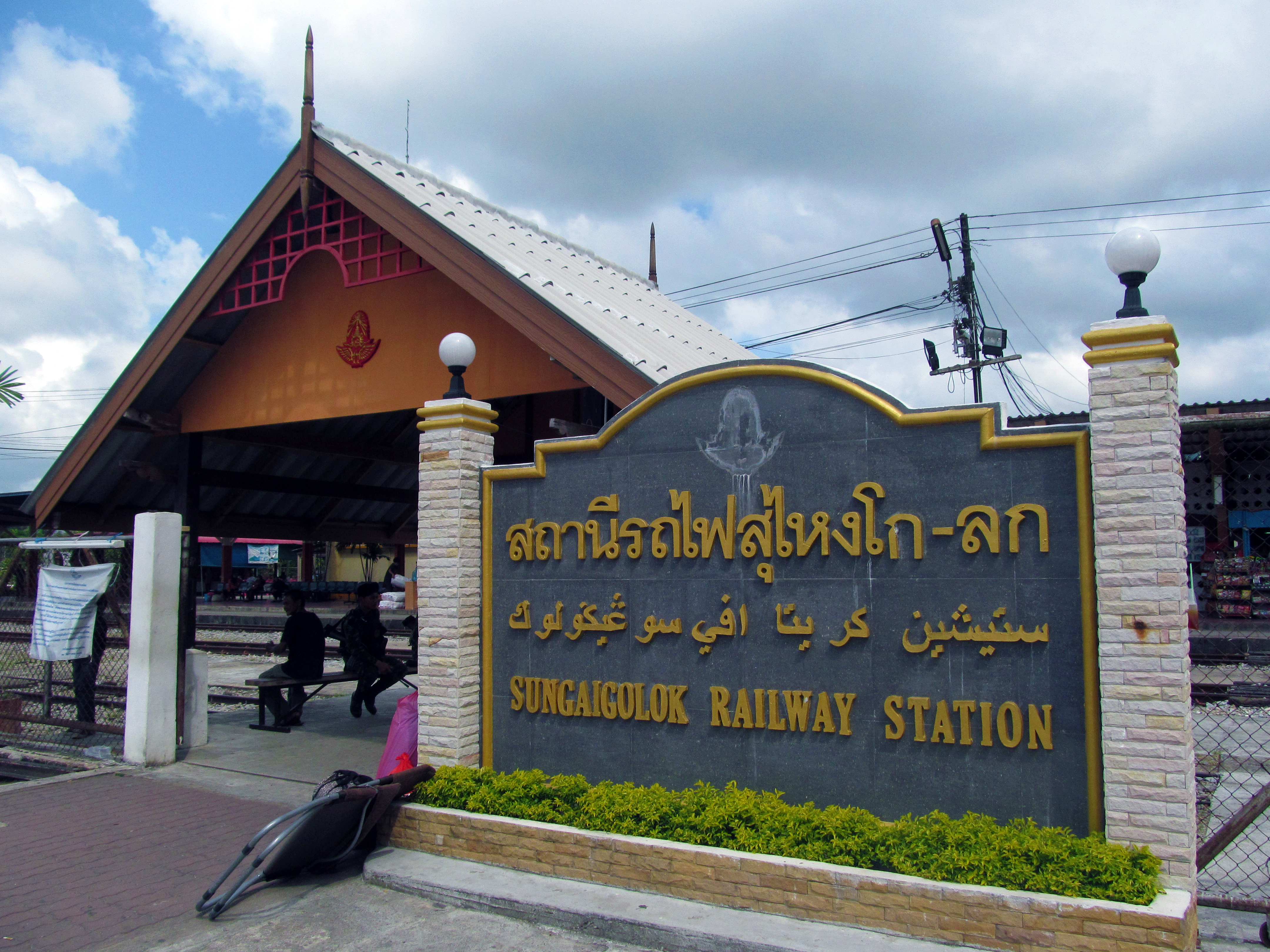
Endbahnhof Su-ngai Kolok (2014)

- Streckennetz der SRT (State Railway of Thailand): Hier befindet sich die Endstation der Südbahn von Bangkok zur Grenze nach Malaysia. Der Bahnhof befindet sich in unmittelbarer Nähe der Grenze, so dass Bahnreisende nur eine kurze Strecke zu Fuß über eine Brücke zur Grenzabfertigung nach Rantau Panjang, Kelantan  zurücklegen mussten. Bis 1978 war der grenzüberschreitenden Eisenbahnverkehr noch möglich. Wegen des Konflikts in Südthailand verbunden mit häufigen Attentaten so u. a. im November 2006, hat die thailändische Armee den Übergang zur Harmony-Eisenbahnbrücke abgeriegelt. Die Bahngesellschaft der Malaiischen Staaten (KTM) hat den Bahnhof Rantau Panjang sowie die Bahnstrecke nach Pasir Mas, Kelantan stillgelegt. Der grenzüberschreitende Bahnverkehr nach Malaysia findet ausschließlich über Padang Besar statt.
- Im Juni 2024 gab der Gouverneur der thailändischen Provinz Narathiwat den Bau einer zweiten Brücke über den Golok-Fluss nach Rantau Panjang im benachbarten Malaysia bekannt.[3] Hier führt der Asian Highway 18 über die Grenze.

## Sehenswürdigkeiten
- San Chao Mae Tomo (ศาลเจ้าแม่โต๊ะโมะ) – Schrein der Göttin Chao Mae Tomo; ursprünglich in der Amphoe Su Khirin angelegt, brachten Dörfler sie nach Amphoe Su-ngai Kolok, wo sie von vielen Einwohnern, auch chinesischstämmigen Malaien, verehrt wird.

## Verwaltung

### Provinzverwaltung
Amphoe Su-ngai Kolok ist in vier Gemeinden (Tambon) eingeteilt, welche wiederum in 19 Dörfer (Muban) unterteilt sind.
| Nr. | Name          | Thai      | Dörfer | Einw.  |
| --- | ------------- | --------- | ------ | ------ |
| 1.  | Su-ngai Kolok | สุไหงโก-ลก | 01     | 41.552 |
| 2.  | Pasemat       | ปาเสมัส    | 07     | 18.583 |
| 3.  | Muno          | มูโนะ      | 05     | 09.314 |
| 4.  | Puyo          | ปูโยะ      | 06     | 06.304 |

### Lokalverwaltung
Su-ngai Kolok (เทศบาลเมืองสุไหงโก-ลก) ist eine Stadt (Thesaban Mueang) im Landkreis, sie besteht aus dem ganzen Tambon Su-ngai Kolok.
Es gibt eine Kleinstadt (Thesaban Tambon) im Bezirk:
- Pasemat (เทศบาลตำบลปาเสมัส) besteht aus dem gesamten Tambon Pasemat.

Die beiden anderen Tambon werden jeweils von einer „Tambon-Verwaltungsorganisation“ (TAO, องค์การบริหารส่วนตำบล) verwaltet.